# رابطة الشعوب الجرمانية

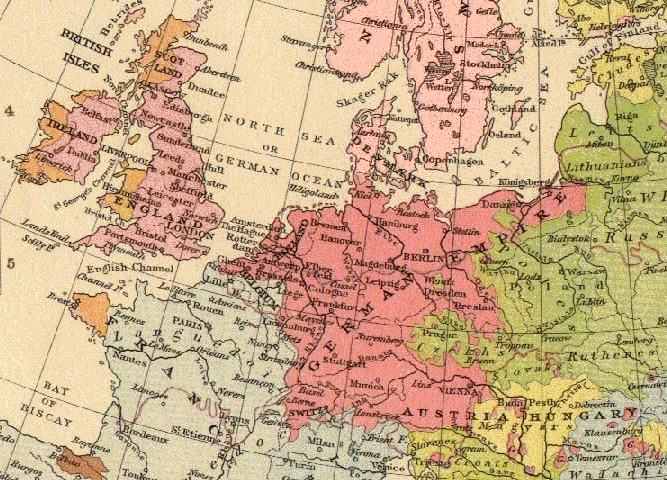
خريطة تاريخية إثنوغرافية لأوروبا من أطلس تايمز (1896) توضح المجموعات العرقية الناطقة باللغة الجرمانية مظللة باللون الأحمر. وفقًا لأسطورتها:

رابطة الشعوب الجرمانية (بالألمانية: Pangermanismus or Alldeutsche Bewegung) هي فكرة سياسية عن القوميين الشاملين. ويسعى أنصار الاتحاد الجرماني العام في المقام الأول إلى توحيد جميع المجتمعات السكانية الناطقة بالألمانية في أوروبا في دولة قومية واحدة تُعرف باسم Großdeutschland (ألمانيا العظمى), حيث كانت المجتمعات «الناطقة بالألمانية» تشمل الألمانية الدنيا واللغة الفريزية والناطقة بالهولندية في البلدان المنخفضة, وأحيانًا تكون مرادفة للمجتمعات الناطقة بالجرمانية, حتى تشمل الدول الإسكندنافية.
لقد كان لرابطة الشعوب الجرمانية تأثير كبير في السياسة الألمانية في القرن التاسع عشر خلال حركة توحيد ألمانيا عندما كان قد تم إعلان الإمبراطورية الألمانية كدولة قومية عام 1871 دون النمسا (Kleindeutsche Lösung/ألمانيا الصغرى), وخلال النصف الأول من القرن العشرين في الإمبراطورية النمساوية المجرية والإمبراطورية الألمانية. ومن أواخر القرن التاسع عشر, تبنى العديد من المفكرين أنصار الاتحاد الجرماني, منذ تنظيمه عام 1891 في الاتحاد الجرماني العام, أيديولوجيات استعراقية وعنصرية, وهو ما أدى في النهاية إلى ظهور السياسة الخارجية Heim ins Reich التي سعت إليها ألمانيا النازية بقيادة أدولف هتلر منذ عام 1938, ويعد ذلك أحد الأسباب الرئيسية التي أدت إلى اندلاع الحرب العالمية الثانية.
ونتيجة لكارثة الحرب العالمية الثانية, كان يُنظر إلى رابطة الشعوب الجرمانية باعتبارها من الأيديولوجيات المحرمة في فترة ما بعد الحرب في كل من جمهورية ألمانيا الاتحادية وجمهورية ألمانيا الديمقراطية. وظلت رابطة الشعوب الجرمانية أيديولوجية منقرضة علميًا, وفي أحسن الأحوال تكون محدودة على بعض الجماعات الهامشية للنازيين الجدد في ألمانيا والنمسا.
== الأصول (قبل عام 1860) == الاتحاد الألماني عام 1820. أراضي مملكة بروسيا باللون الأزرق, وأراضي الإمبراطورية النمساوية باللون الأصفر, ودول الاتحاد الألماني المستقلة باللون الرمادي. ويوضح الحد الأحمر حدود الاتحاد. علمًا بأن كلاً من بروسيا والنمسا لا يعدان من الأراضي التي يسيطر عليها الاتحاد.]]
تبدأ أصول رابطة الشعوب الجرمانية مع ولادة الرومانسية القومية خلال الحروب النابليونية, مع كون فريدريك لودفك يان وإرنست موريتز أرندت من أوائل مؤيديها. وقد كان الألمان, في الجزء الأكبر, شعبًا متحررًا ومفككًا منذ الإصلاح البروتستانتي, عندما تفككت الإمبراطورية الرومانية المقدسة إلى مجموعة من الدول بعد انتهاء حرب الثلاثين عامًا بتوقيع صلح وستفاليا.
وقد سعى مؤيدو تفكيك Großdeutschland (ألمانيا العظمى) إلى توحيد الشعوب الناطقة بالألمانية في أوروبا, تحت قيادة الألمان والنمساويين من الإمبراطورية النمساوية. وقد كانت رابطة الشعوب الجرمانية منتشرة على نطاق واسع بين ثورات 1848, ولا سيما بين ريتشارد فاغنر والأخوين غريم. وقد دافع كتاب مثل فريدريك لست وبول أنطون لاغارد عن الهيمنة الألمانية في أوروبا الوسطى والشرقية, حيثما كانت الهيمنة الألمانية في بعض المناطق قد بدأت في وقت مبكر من القرن التاسع مع التوسع الألماني الشرقي, وهو التوسع الجرماني في الأراضي السلافية والبلطيقية. وقد كان أنصار الاتحاد الجرماني ينظرون إلى هذه الحركة باعتبارها حلم الوصول إلى الشرق, والتي كان الألمان يميلون فيها بشكل طبيعي لانتهاج سياسة ليبنسراوم من خلال التحرك شرقًا لإعادة توحيد الأقليات الألمانية هناك.
وقد كُتب النشيد الألماني Deutschlandlied («أغنية الألمان»), عام 1841 بواسطة هوفمان فون فالرسلبن, ويحدد في مقطعه الأول توحيد ألمانيا كغاية يجب الوصول إليها.
من نهر الميز إلى نهر نيمان / من نهر أديجي إلى مضيق بيلت", أي أنها تشمل بروسيا الشرقية وجنوب تيرول.

## القضية الألمانية
بحلول الستينيات من القرن التاسع عشر (1860) كانت مملكة بروسيا والإمبراطورية النمساوية أقوى دولتين تهيمن عليهما النُخب الناطقة باللغة الألمانية. فقد سعت كلتا الدولتين إلى توسيع نفوذهما وأراضيهما. وقد كانت الإمبراطورية النمساوية - مثل الإمبراطورية الرومانية المقدسة — دولة متعددة الأعراق, ولكن الشعوب الناطقة بالألمانية هناك لم يكن لها أغلبية عددية مطلقة, وقد كان تأسيس الإمبراطورية النمساوية المجرية أحد نتائج القومية المتنامية لأعراق أخرى خاصة المجريين. وتحت قيادة البروسي أوتو فون بسمارك تغلب على تأثيرات القومية من أجل توحيد كل ما يُمسى اليوم بألمانيا. وبعد استبعاد بسمارك النمسا والألمان النمساويين من ألمانيا في الحرب الألمانية وبعد عدد قليل من الأحداث الأخرى على مدى السنوات القليلة التي تلتها, أنشأت حركة توحيد ألمانيا الإمبراطورية الألمانية التي يهيمن عليها البروسيون («الرايخ الثاني») عام 1871 في أعقاب إعلان فيلهلم الأول رئيسًا لاتحاد الدول الناطقة باللغة الألمانية, بينما تجاهلت الحركة الملايين من الرعايا غير الألمان والذين أرادوا الحصول على حق تقرير المصير من الحكم الألماني.
ومع ذلك, ظل دمج الألمان والنمساويين رغبة قوية لكثير من الناس في ألمانيا والنمسا, خاصة بين الليبراليين والاشتراكيين الديموقراطيين وكذلك الكاثوليك الذين كانوا أقلية في ألمانيا.
كما كان هناك رفض للكنيسة الرومانية الكاثوليكية مع حركة بعيدًا عن روما (Away from Rome!) التي كانت تدعو الناطقين بالألمانية إلى اختيار المذهب اللوثري أو الكنيسة الكاثوليكية القديمة.

## القومية الألمانية في النمسا
بعد ثورات 1848/49, التي دعى فيها الثوار القوميون الليبراليون إلى حل ألمانيا العظمى, وقعت الهزيمة النمساوية في الحرب النمساوية البروسية (1866) والتي كان من آثارها استبعاد النمسا الآن من ألمانيا وزيادة الصراعات العرقية في مملكة هابسبورغ المتعددة الجنسيات وكذلك ظهور حركة وطنية ألمانية في النمسا. وقد طالبت المنظمات, بقيادة القومي الألماني المتطرف والمعادي للسامية جورج فون شونيرر, باعتبارها الاتحاد الجرماني العام بربط جميع الأراضي الناطقة بالألمانية من مملكة دانوب إلى الإمبراطورية الألمانية, ورفضت تمامًا الحركة الوطنية النمساوية. وقد كانت عرقية شونيرر وقوميته الألمانية العنصرية مصدر إلهام لأيديولوجية هتلر. وفي عام 1933, شكل النازيون النمساويون وحزب شعب ألمانيا العظمى الليبرالي القومي مجموعة عمل, تحارب معًا ضد النظام الفاشي النمساوي الذي فرض هوية وطنية نمساوية مختلفة, وفقًا لها, تقول أن النمساويين كانوا «أفضل الألمان», بينما تبنى كورت شوشنيج سياسة الترضية تجاه استيلاء هتلر, النمساوي المولد, على النمسا إلى الرايخ الثالث وتسمية النمسا باسم «الدولة الألمانية الفضلى» وما زال يكافح للحفاظ على النمسا دولة مستقلة. ومع عملية «آنشلوس» (ضم) النمسا عام 1938, تم تحقيق الهدف التاريخي للقوميين الألمان في النمسا. وبعد عام 1945, تم إعادة إحياء المخيم الوطني الألماني في اتحاد الأحرار وحزب الحرية النمساوي.

## الاتحاد الجرماني العام
تأسست حركة الشعوب الجرمانية رسميًا عام 1891, عندما قام إرنست هاس, وهو أستاذ في جامعة لايبتزغ وعضو في الرايخستاغ, بتنظيم الاتحاد الجرماني العام وهو منظمة  سياسية قومية متطرفة لها نفوذ تروج للـإمبريالية ومعاداة السامية وتدعم الأقليات الألمانية العرقية في البلدان الأخرى. وقد حصلت المنظمة على دعم كبير بين الطبقة الوسطى المتعلمة والطبقة الغنية, وشجعت المنظمة الوعي القومي الألماني, خاصة بين الألمان العرقيين خارج ألمانيا. وفي كتابه المكون من ثلاثة مجلدات, بعنوان «دويتشه بوليتيك» (1905-1907), دعى هاس للتوسع الإمبريالي الألماني في أوروبا. وقد بشر بسياسات توسعية مماثلة في ميونخ الأستاذ كارل هاوشوفر وإيوالد بانس وهانز جريم, مؤلف الشعار السياسي Volk ohne Raum وأخوه يعقوب الذي نشر معاهدة حول «حقوق» الألمان. وقد تكلم جورج شونيرر وكارل هيرمان وولف عن مشاعر أنصار الاتحاد الجرماني في الإمبراطورية النمساوية المجرية.
وقد تطور الاتحاد الجرماني العام تدريجيًا ليصبح عنصرية بيولوجية, مع الاعتقاد بأن الألمان هم «العرق الأسمى» وأن الألمان في حاجة إلى الحماية من الاختلاط مع الأعراق الأخرى, وخاصة اليهود. وبحلول عام 1912, في المنشور «لو كنت القيصر» دعا العضو البارز في الاتحاد الجرماني العام هاينريش كلاس الألمان لغزو المناطق الشرقية التي يسكنها السلاف «الأقل مكانة» وإخلائها من السكان واستيطان المستعمرين الألمان هناك.

## رابطة الشعوب الجرمانية في الدول الإسكندنافية
انتشرت أيضًا النزعات الجرمانية العامة بين حركة الاستقلال النرويجية, ولا سيما التي اقترحها بيتر أندرياس مونش وبيورنستيرن بيورنسون. كما أعربت شخصيات ثقافية بارزة مثل كنوت همسون وهنريك إبسن عن تعاطفهم مع فكرة الاتحاد الجرماني العام. وقد قام بيورنسون, الذي كتب كلمات نشيد النرويج الوطني, بنشرها عام 1901:
تبنى يعقوب جريم فكرة رابطة الشعوب الجرمانية المكافحة للدنماركية التي اقترحها مونش وقال أن شبه جزيرة يوتلاند بأكملها قد امتلأت بالألمان قبل وصول الدنماركيين وأن هناك ما يبرر إعادة مطالبة ألمانيا بها, بينما ينبغي دمج بقية الدنمارك في السويد. وقد قاوم ينس يعقوب أسموسن وورساي, وهو عالم آثار كان قد حفر أجزاء من دانيفيرك, هذا الاتجاه من التفكير وجادل بأنه لم يكن هناك وسيلة لمعرفة لغة أوائل سكان الأراضي الدنماركية, وأن الألمان لديهم مطالبات تاريخية أكثر إصرارًا بأجزاء كبيرة من فرنسا وإنجلترا, وأن السلاف يمكنهم بنفس المنطق ضم أجزاء من ألمانيا الشرقية. وبغض النظر عن قوة حجج وورساي, حفزت رابطة الشعوب الجرمانية القوميين الألمان في دوقية شليسفيغ وهولشتاين وأدت إلى قيام حرب شليسفيغ الأولى عام 1848. وهذا بدوره ربما ساهم في حقيقة أن رابطة الشعوب الجرمانية لم تشتهر في الدنمارك كما اشتهرت في النرويج.

## الفترة من 1918 إلى 1945

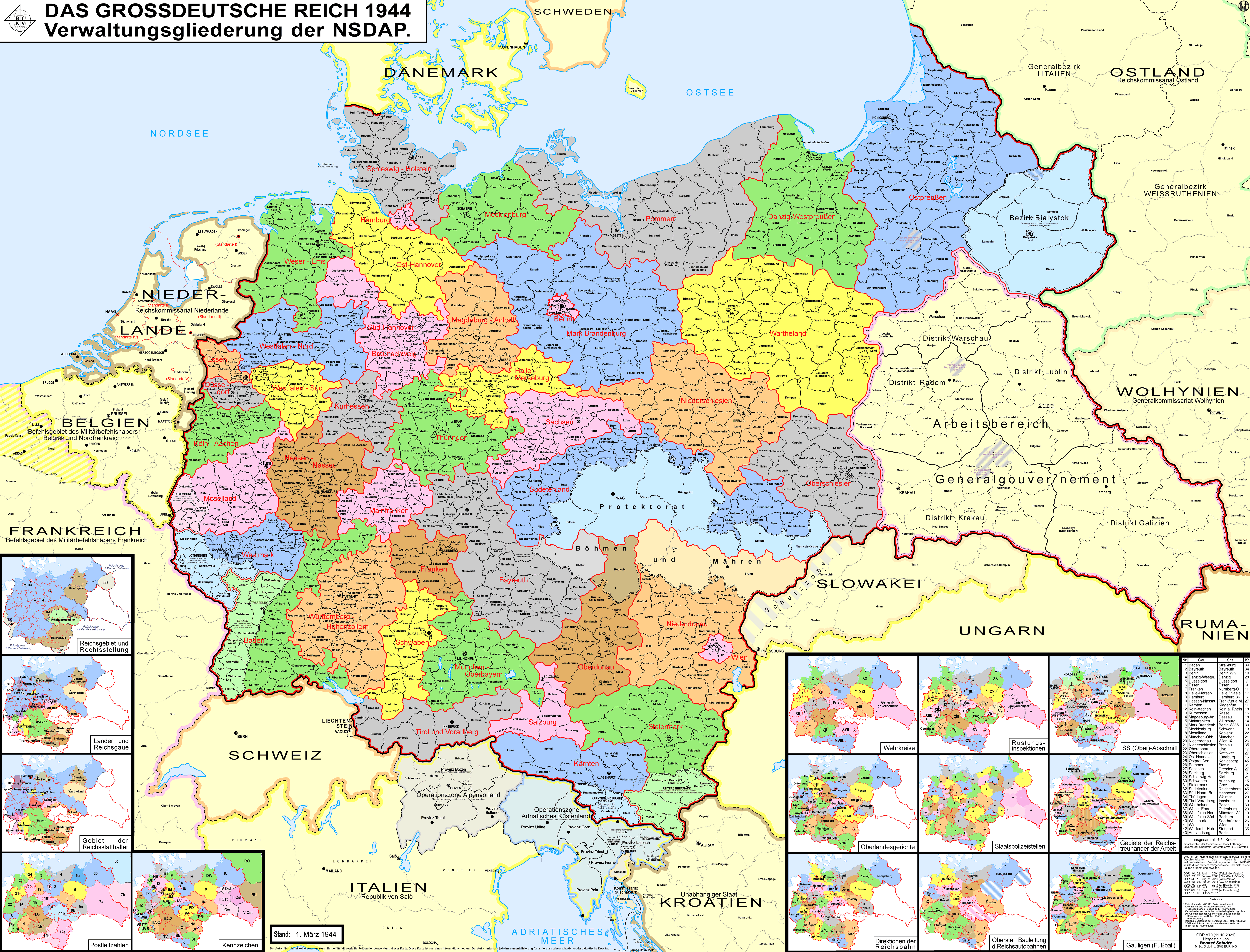
التقسيم الإداري لألمانيا النازية عام 1944, بعد ضم النمسا والسوديت وغيرها من الأراضي لتشكيل الرايخ الألماني الأكبر اعتبارًا من عام 1938.

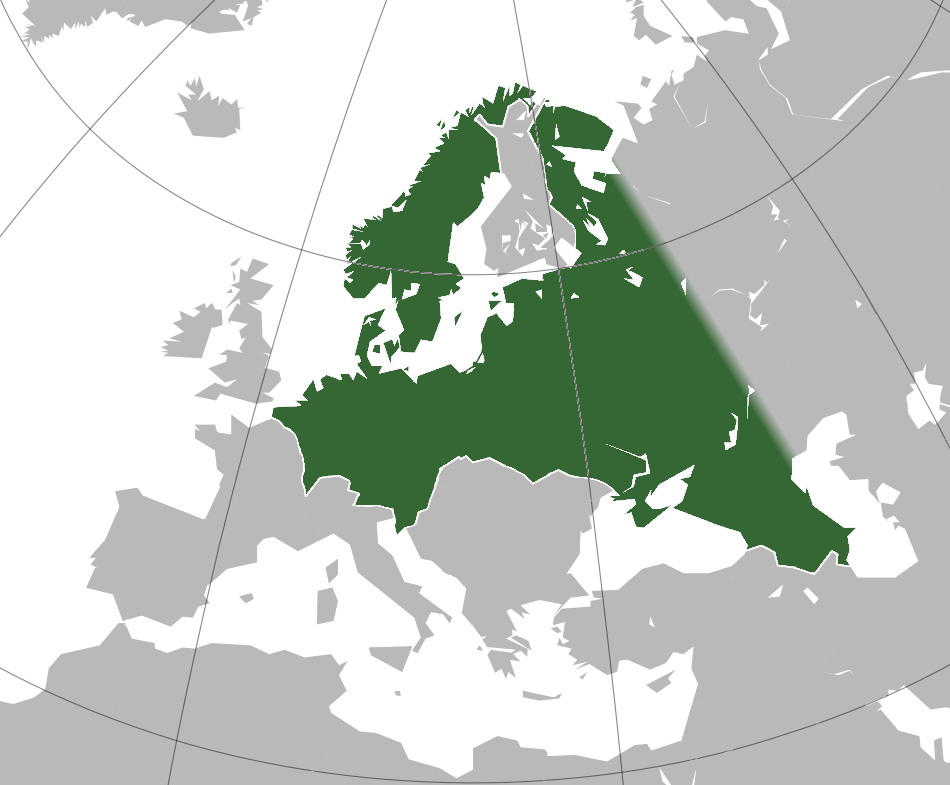
حدود "الرايخ الألماني الأكبر" المخططة على أساس توقعات مختلفة ومستهدفة وممنهجة بشكل جزئي فقط (مثل جنرالبلان أوست) من إدارة الدولة وإدارة مصادر الوحدة الوقائية.

أصبحت الحرب العالمية الأولى المحاولة الأولى لتنفيذ أيديولوجية رابطة الشعوب الجرمانية في الممارسة العملية, وجادلت حكومة الاتحاد الجرماني العام بقوة لنشر الإمبريالية التوسعية مزودة الشعب الألماني بـليبنسراوم (أماكن إعاشة).
بعد الهزيمة في الحرب العالمية الأولى, كان تأثير النخب الناطقة بالألمانية على أوروبا الوسطى وأوروبا الشرقية محدودًا للغاية. وفي معاهدة فرساي, تم تخفيض حجم ألمانيا بشكل كبير. كما تم تقسيم الإمبراطورية النمساوية المجرية. وقد اعتمدت إمبراطورية النمسا المقعدية, والتي تتفق إلى حد ما مع المناطق الناطقة بالألمانية في الإمبراطورية النمساوية المجرية (كان الانقسام الكامل في المجموعات اللغوية مستحيلاً بسبب المناطق المتعددة اللغات والمستبعدات من اللغة) اسم «الجمهورية الألمانية النمساوية» (بالألمانية: Deutschösterreich) على أمل توحيد ألمانيا. وقد كان الاتحاد مع ألمانيا واستخدام اسم «الجمهورية الألمانية النمساوية» ممنوعًا بموجب معاهدة سان جرمان (1919) وكان لا بد من تغييرها مرة أخرى إلى النمسا.
كانت الفترة التي تلي الحرب العالمية الأولى هي الفترة التي أخذ فيها أدولف هتلر النمساوي المولد, تحت تأثير أسطورة الطعنة في الظهر, لأول مرة الأفكار القومية الألمانية في كتابه كفاحي. والتقى هتلر بـهاينريش كلاس عام 1918, وأمد كلاس هتلر بالدعم في انقلاب بير هول عام 1923. وتشارك هتلر وأصدقائه الاشتراكيون القوميون معظم الرؤى الأساسية المتعلقة برابطة الشعوب الجرمانية مع الاتحاد الجرماني العام, وبرغم ذلك قادت الاختلافات في الأسلوب السياسي المجموعتين إلى التنافس المفتوح. وقطع حزب العمال الألماني في بوهيميا علاقاته مع حركة الاتحاد الجرماني العام, التي كان يُنظر إليها على أنها تهيمن عليها الطبقات الغنية بشكل كبير, وانضمت إلى القوات مع حزب العمال الألماني بقيادة آنتون دريكسلر, الذي أصبح فيما بعد حزب العمال الألماني الاشتراكي القومي (الحزب النازي) الذي كان من المقرر أن يرأسه أدولف هتلر عام 1921.
كما استخدمت الدعاية النازية الشعار السياسي Ein Volk, ein Reich, ein Führer («شعب واحد, رايخ واحد, قائد واحد»), من أجل فرض المشاعر القومية الجرمانية في النمسا من أجل «الضم»
وقد كانت مبادرة Heim ins Reich (الألمانية: حرفيًا العودة إلى الإمبراطورية, والتي تعني العودة إلى الرايخ, انظر رايخ) سياسة سعى إليها النازيون الذين حاولوا إقناع الألمان العرقيين الذين يعيشون خارج الرايخ الثالث (كما هو الحال في النمسا والسوديت) أنه ينبغي عليهم السعي جاهدين لضم هذه المناطق إلى «موطنها» في ألمانيا العظمى. كما أدت هذه الفكرة إلى السبيل لإقامة دولة أكثر توسعية بشكل لا يمكن تصوره, وهي الرايخ الألماني الأكبر, التي حاولت ألمانيا النازية إقامتها. وكان من المتوقع أن يتم الضم العسكري للإمبراطورية الجرمانية, عمليًا كل أوروبا الجرمانية في الرايخ الألماني الأكبر الممتد بشكل هائل. وعند الحديث إقليميًا, يشمل هذا الضم الرايخ الألماني نفسه الموسع بالفعل (يتكون من مرحلة ما قبل 1938 ألمانيا الأصلية والنمسا وبوهيميا ومورافيا والألزاس واللورين وأوبين-مالميدي وميمل وستيريا السفلى وكارنيولا العليا وكارينثيا الجنوبية والاحتلال الألماني لبولندا) وهولندا والإقليم الفلامندي لـبلجيكا ولوكسمبورج والدنمارك والنرويج والسويد وآيسلندا وعلى الأقل المناطق الناطقة بالألمانية من سويسرا وليختنشتاين. وكان الاستثناء الوحيد الملحوظ هو المملكة المتحدة التي كان يقطنها أغلبية الأنجلوسكسونيون, والتي لم يكن يتوقع أن يتم تقليصها لتصبح إقليمًا ألمانيًا ولكن لتصبح شريكًا حليفًا في الملاحة البحرية للألمان.

## تاريخها منذ عام 1945
أدت الحرب العالمية الثانية إلى تراجع رابطة الشعوب الجرمانية, بقدر ما أدت الحرب العالمية الأولى إلى زوال القومية السلافية. وقد تدمرت أجزاء من ألمانيا نفسها, وقُسمت البلاد, أولاً إلى مناطق سوفيتية وفرنسية وأمريكية وبريطانية ثم إلى ألمانيا الغربية وألمانيا الشرقية. وقد ازدادت الكوارث, حيث عانت ألمانيا من خسائر إقليمية أكبر مما كانت عليه في الحرب العالمية الأولى, مع ضم أجزاء كبيرة من ألمانيا الشرقية مباشرة من قبل الاتحاد السوفيتي وبولندا. وقد كان حجم هزيمة الألمان ليس له مثيل. وأصبح أيديولوجية رابطة الشعوب الجرمانية من المحرمات تقريبًا لأنها ارتبطت بشكل صارخ ومدمر ذاتيًا بالمفاهيم العنصرية لـ «العرق السائد» وأونترمينش على أيدي النازيين. وفي الحقيقة, تطورت مصطلحات عنصرية, مثل "Volksdeutscher" (الشعب الألماني) في إشارة إلى الألمان العرقيين في بلدان أخرى تلاعب بها النازيون خلال الحرب العالمية الثانية, لاحقًا إلى ألقاب خفيفة بين الهنغاريين (المجريين). ومع ذلك, أحيا إعادة توحيد ألمانيا عام 1990 الجدل القديم, ولكن تظل هذه الأيديولوجية ليس إلا لليمين المتطرف وأولئك الذين يدافعون بالفعل عن «ألمانيا العظمى» اليوم والذين غالبًا ما يسمون باسم الفاشيين و/أو النازيين الجدد.

## كتابات أخرى
- Kleineberg, A.; Marx Chr.; Knobloch E.; Lelgemann D.: Germania und die Insel Thule. Die Entschlüsselung von Ptolemaios`"Atlas der Oikumene". WBG 2010. ISBN 978-3-534-23757-9.
- Jackisch, Barry Andrew. ‘Not a Large, but a Strong Right’: The Pan-German League, Radical Nationalism, and Rightist Party Politics in Weimar Germany, 1918-1939. Bell and Howell Information and Learning Company: Ann Arbor. 2000.
- Wertheimer, Mildred. The Pan-German League, 1890-1914. Columbia University Press: New York. 1924.
- Chickering, Roger. We Men Who Feel Most German: Cultural Study of the Pan-German League, 1886-1914. Harper Collins Publishers Ltd. 1984.